# Jyoti Khuria
Jyoti Khuria é uma cidade e uma nagar panchayat no distrito de Mainpuri, no estado indiano de Uttar Pradesh.

## Demografia
Segundo o censo de 2001, Jyoti Khuria tinha uma população de 4945 habitantes. Os indivíduos do sexo masculino constituem 54% da população e os do sexo feminino 46%. Jyoti Khuria tem uma taxa de literacia de 63%, superior à média nacional de 59.5%: a literacia no sexo masculino é de 73% e no sexo feminino é de 51%. Em Jyoti Khuria, 18% da população está abaixo dos 6 anos de idade.